# Сари-Шаган
Сари-Шаган — військовий полігон в Казахстані, розташований на захід від селища Саришаган та озера Балхаш. З 1996 року орендується Міністерством оборони Російської Федерації.
На території полігону розташовано військовий аеродром «Камбала» і кілька покинутих ґрунтових аеродромів. Через полігон також проходить автомобільна дорога Єкатеринбург — Алма-Ата.

## Історія
Будівництво полігону було розпочато у 1956 році в зв'язку з розробкою системи протиракетної оборони (ПРО) Система А. Основними критеріями вибору місцевості були, як і при закладанні ракетних полігонів Капустин Яр і Байконур, наявність малозаселеної рівнинної місцевості, велика кількість безхмарних днів.
У часи СРСР займав 81 200 км (у тому числі 49 200 км на території Карагандинської області КазРСР) і мав офіційну назву «Державний науково-дослідний та випробувальний полігон № 10» Міністерства оборони СРСР (МО СРСР).
4 березня 1961 року на полігоні експериментальним комплексом ПРО «Система „А“» вперше у світі збито боєголовку балістичної ракети.
У жовтні 1961 року та жовтні 1962 року над полігоном у ході комплексних випробувань, зроблено 5 ядерних вибухів на висотах від 80 км до 300 км.

## Сучасний стан
У 1990-х роках більшість об'єктів полігону виведено з експлуатації та занедбано, у наступні роки їх розграбували мародери, а обладнання демонтовано.
Станом на 2014 рік, через спірний правовий статус покинутих майданчиків полігону, ці території не рекультивовані, захаращені залишками будівель та споруд, забруднені відходами життєдіяльності полігону. У 1996 році підписано договір між урядом Російської Федерації та урядом Республіки Казахстан про оренду випробувального полігону Сари-Шаган, за яким Росія брала частину площі полігону в оренду.
Фактично територія полігону не охороняється. Відсутні будь-які позначення меж полігону, немає інформаційних знаків та щитів. Для отримання ж офіційного дозволу, за наявності всіх необхідних документів, потрібні багато місяців. А місцеве населення заробляє собі на життя збираючи брухт і «добуваючи» будматеріали.
ЗМІ повідомляли про кілька випадків виявлення населенням залишків озброєнь, наприклад про знайдені в 2005 році кинуті бочки з напалмом (радянська військова назва — «вогнесуміш»).
У зв'язку з розвалом радянської оборонної промисловості та у зв'язку зі скороченням обсягів російських програм ПРО та ПКО з кінця 1990-х років випробування ракет на полігоні проводяться лише один-два рази на рік. Зокрема, у грудні 2010 року проведено навчальні стрільби ракетою «Тополь». Регулярну навчальну діяльність на полігоні ведуть військові частини Міністерства оборони Казахстану.
24 жовтня 2012 на полігоні умовну ціль знищив прототип нової російської балістичної ракети з мобільною пусковою установкою РС-26 «Рубіж», запущений з полігону «Капустін Яр» в Астраханській області Росії.
4 березня 2014 року міжконтинентальна балістична ракета РС-12М «Тополь», запущена з полігону «Капустін Яр», вразила ціль на полігоні.
У 2016 році ратифіковано російсько-казахстанську угоду, яка встановила нові межі полігону, виключивши з нього деякі ділянки.
На початку 2017 року проведено модернізацію експериментальної випробувальної бази полігону. Доставлено комплекси оптико-електронних систем наземного базування «Берет-М», оптико-електронні станції траєкторно-вимірювального комплексу «ОЕС ТВК», оптико-електронні станції «Сажень-ТМ», антенні комплекси приймання телеметричної інформації АП-4, сучасні приймальні станції та апаратуру системи єдиного часу.